# Papiro Oxirrinco 74
El Papiro Oxirrinco 74 también llamado P. Oxy. 74 es un registro de la propiedad (ἀπογραφή) como P. Oxy. 72 y P. Oxy. 73. Tiene que ver con el registro del ganado ovino y caprino, y está escrito en griego. El manuscrito fue escrito en papiro en forma de una hoja. Fue descubierto por Bernard Pyne Grenfell y Arthur Surridge Hunt en 1897 en Oxirrinco, Egipto. El documento fue escrito el 28 de enero del 116. En la actualidad se encuentra en la biblioteca del Hamilton College, Clinton (condado de Oneida, Nueva York). El texto fue publicado por Grenfell y Hunt en 1898.

## Documento
La carta estaba dirigida a Strategos, un comandante en jefe y militar. Fue escrito por Sarapion, hijo de Herodes. En la carta se indica el número de ovejas y cabras que poseía Sarapion, en comparación con el número del año anterior. Las mediciones del fragmento son 206 por 52 mm.